# Зорька (Борисовський район)
Зорька (біл. вёска Зорка) — село в складі Борисовського району Мінської області, Білорусь. Село підпорядковане Лошницькій сільській раді, розташоване в північно-східній частині області.